# Androsace tschuktschorum
Androsace tschuktschorum là một loài thực vật có hoa trong họ Anh thảo. Loài này được R.Knuth mô tả khoa học đầu tiên năm 1905.